# Novomirgorod
Novomirgorod (ukrajinsko Новомиргород, IPA: [nowoˈmɪrɦorod] ⓘ) je mesto v Novoukrajinskem rajonu, Kirovogradska oblast, v osrednji Ukrajini, v južnem delu srednjega Dnepra. Je upravno središče Novomirgorodske mestne gromade, ene od gromad Ukrajine. Prebivalstvo Novomirgoroda je približno 10.715 (ocena iz leta 2022).
Novomirgorod leži na bregovih reke Velika Vis, 72 km od Kropivnickega.
S sklepom Kabineta ministrov Ukrajine z dne 26. julija 2001 je bilo mesto Novomirgorod vključeno na Seznam zgodovinskih naselij Ukrajine. Leta 2010 je mesto praznovalo 270. obletnico.

## Geografija

### Lega
Novomirgorod leži na severu Kirovogradske oblasti, v središču Novomirgorodskega rajona, 72 km od oblastnega središča Kropivnickega na levem pritoku Sinjuhe reke Velika Vis, v njeni dolini in na njenih bregovih. Struga Velike Vis se vije v mejah mesta. Relief mesta opredeljujejo valovitost in ravnina ter ga določa njegova geološka zgradba. Mesto se nahaja v gozdnostepskem pasu, v območju južnega Dneprskega gorja v gorski regiji Dnestrsko-Dneprske gozdnostepske pokrajine Vzhodnoevropskega nižavja na Korsunsko-novomirgorodskem plutonu Ukrajinskega ščita Vzhodnoevropske platforme.
Območje mestne rade (міська рада) meri 88,58 km², od tega je 7,75 km² površine pozidanih zemljišč. Skupna površina zelenih površin je 4,4 km².
| Sosednja mesta | Sosednja mesta | Sosednja mesta |
| -------------- | -------------- | -------------- |
| Špola          | Smila          | Kamjanka       |
| Talne          | Novomirgorod   | Znamjanka      |
| Uman           | Mala Viska     | Kropivnicki    |

| Sosednje vasi | Sosednje vasi | Sosednje vasi  |
| ------------- | ------------- | -------------- |
| Listopadove   | Turija        | Josipivka      |
| Andrijivka    | Novomirgorod  | Kostjantinivka |
| Korobčine     | Purpurivka    | Martonoša      |

### Mineralni viri
Mineralne vire v bližini Novomirgoroda predstavljajo predvsem gradbene in premogovne surovine. Nahajališča labradorita v bližini vasi Likareve v dolini Velike Visi pridejo na površje in znašajo 1,7 tisoč m³. Novomirgorodsko nahajališče ilovice, primerno za proizvodnjo fasadne opeke, ima zaloge 6,7 milijona m³. Obstajajo nahajališča kaolina. Energetske zaloge predstavljajo nahajališča rjavega premoga.

### Podnebje
Podnebje je zmerno, celinsko. Povprečne letne temperature zraka so poleti +18 °C in pozimi −10 °C. Povprečna letna količina padavin je 500–550 mm.
Prevladujejo severozahodni vetrovi.
Prsti so černozjomi na puhličastih kamninah.
| Podnebni podatki za Novomirgorod | Podnebni podatki za Novomirgorod | Podnebni podatki za Novomirgorod | Podnebni podatki za Novomirgorod | Podnebni podatki za Novomirgorod | Podnebni podatki za Novomirgorod | Podnebni podatki za Novomirgorod | Podnebni podatki za Novomirgorod | Podnebni podatki za Novomirgorod | Podnebni podatki za Novomirgorod | Podnebni podatki za Novomirgorod | Podnebni podatki za Novomirgorod | Podnebni podatki za Novomirgorod | Podnebni podatki za Novomirgorod |
| Mesec                            | Jan                              | Feb                              | Mar                              | Apr                              | Maj                              | Jun                              | Jul                              | Avg                              | Sep                              | Okt                              | Nov                              | Dec                              | Letno                            |
| -------------------------------- | -------------------------------- | -------------------------------- | -------------------------------- | -------------------------------- | -------------------------------- | -------------------------------- | -------------------------------- | -------------------------------- | -------------------------------- | -------------------------------- | -------------------------------- | -------------------------------- | -------------------------------- |
| Rekordno visoka temperatura °C   | —                                | —                                | —                                | —                                | —                                | —                                | 38.7                             | —                                | —                                | —                                | —                                | —                                | 38.7                             |
| Povprečna visoka temperatura °C  | −2                               | −1                               | 3                                | 13                               | 20                               | 23                               | 25                               | 24                               | 19                               | 12                               | 5                                | 0                                | 11                               |
| Povprečna dnevna temperatura °C  | −5.7                             | −4.3                             | 0.5                              | 8.9                              | 15.3                             | 18.6                             | 20.0                             | 19.4                             | 14.7                             | 8.1                              | 2.3                              | −2.3                             | 8.0                              |
| Povprečna nizka temperatura °C   | −8                               | −6                               | −2                               | 5                                | 10                               | 13                               | 20                               | 14                               | 10                               | 4                                | 0                                | −4                               | 5                                |
| Rekordno nizka temperatura °C    | −35.3                            | —                                | —                                | —                                | —                                | —                                | —                                | —                                | —                                | —                                | —                                | —                                | −35.3                            |
| Povprečna količina padavin mm    | 32                               | 31                               | 27                               | 36                               | 45                               | 66                               | 72                               | 48                               | 38                               | 27                               | 35                               | 42                               | 499                              |
| Vir: Опис клімату Новомиргород   |                                  |                                  |                                  |                                  |                                  |                                  |                                  |                                  |                                  |                                  |                                  |                                  |                                  |

## Ime in zgodovina
Ime Novomirgorod dobesedno pomeni »Novi Mirgorod« ali »novo mesto miru«.

### 17.–18. stoletje
Novomirgorod je bil prvič omenjen leta 1740 kot prezimovališče zaporoških kozakov – pristava (hutor) Tresjagi (poljsko Trzesawiska – močvirje, barje). Imel je približno 20-30 gospodinjstev.
Prezimovališče so naselili priseljenci iz različnih območij Ukrajine. Priseljenci iz Mirgoroda v Poltavski guberniji so v bližini trakta Tresjagi ustanovili novo naselje – Novi Mirgorod. Prvi graditelji v njem so bili kozaki Mirgorodskega polka, ki jih je vodil polkovnik Vasil Kapnist.
Leta 1752 je bil Novi Mirgorod že omenjen kot vas. Leta 1753 je bila v Trisagah (poljsko Trisagach) že zgrajena trdnjava in je postalo glavno mesto vojaškonaselbinskega ozemlja Novosrbije, vojaške meje, ustanovljene po ukazu vlade Ruskega imperija. Ozemlje je imelo etnično romunsko večino. Za njenega vodjo in poveljnika vojaškega zbora je bil imenovan ruski polkovnik srbskega porekla Jovan Horvat. Med letoma 1752 in 1764 je bil Novomirgorod sedež novosrbskega husarskega polka, enega od dveh polkov Nove Srbije, in s tem njegove prve čete. 6. decembra 1752 je Jovan Horvat začel graditi kamnito Stolnico svetega Nikolaja, ki se nahaja na ozemlju šanc.
Leta 1759 so hajdamaki na območju Novomirgoroda večkrat napadli posest velikašev Lubomirskih. Pogosto so bile tarče napadov vasi in posestva srbskih častnikov. Leta 1773 je Novomirgorod dobil status mesta in bil odstranjen iz svojih šanc. Leta 1784 so ga preoblikovali v ostrog (vojaški tabor). Novomirgorod je postal trgovsko mesto, imel je celo ustanove za zunanjo trgovino, kot je razvidno iz popisa prebivalstva leta 1789, ki je zabeležil prisotnost konzulov Svetega rimskega cesarstva, Poljske in Neapeljskega kraljestva.
Leta 1787 so bile v Novomirgorodu tri cerkve in ena tovarna.
10. maja 1795 je v mestu potekala otvoritev Voznesenskega namestništva. Odprl ga je guverner Katerinoslavskega namestništva Josif Ivanovič Horvat, prisoten pa je bil katerinoslavski metropolit Gavrijil. 10. marca 1798 se je Novorosijsko semenišče prvič odprlo v mestu po preselitvi iz Poltave.
Ozemlje Zlatopila se je začelo poseljevati v 16. stoletju. Prvo datirano omembo imena tega mesta Guljajpil se najde na zemljevidu upravne razdelitve Republike obeh narodov iz leta 1619 in je bilo v lasti posestnikov Žubrikov, leta 1723 pa je postalo last knezov Lubomirskih.

### 19. stoletje
Leta 1803 je Novomirgorod postal del Hersonske gubernije Ruskega imperija kot okrajno mesto. Zaradi velikega trgovskega pomena so tu živeli poljski, beneški in avstrijski konzuli. Kasneje je Novomirgorod dobil status deželnega mesta (rusko заштатный город).
Leta 1797 je bila Poltavska eparhija preimenovana v Novorosijsko in prenesena v Novomirgorod, kamor so preselili tudi bogoslovno semenišče in konzistorij. Novomirgorod je postal stolnično mesto (ukrajinsko кафедральний місто.
17. januarja 1804 je bil prejet odlok o preimenovanju novorosijskega episkopa Afanasija v katerinoslavskega, hersonskega in tavriškega episkopa. Katerinoslavski konzistorij in semenišče in s tem prečastiti Afanasij sta se preselila iz Novomirgoroda v Katerinoslav.
Od februarja 1820 je bil Novomirgorod podrejen Oddelku za vojaška naselja. Med prebivalci mesta je prišlo do nemirov, ki jih je vojska zadušila. Od leta 1819 do 1834 je bil Novomirgorod kraj 3. lancerskega polka, ki mu je poveljeval polkovnik Greves. Leta 1834 je mesto prešlo v status vojaškega mesta Bobrineckega poviata.
Leta 1836 sta bili v mestu upravi petega in sedmega okrožja novoruskega vojaškega naselja, uprava sedmega okrožja in njegova prva volost. Od tedaj naprej se je mesto začelo obnavljati na vojaški način. Dolga leta so naseljenci pod nadzorom častnikov opravljali kmetijska dela. Biti del vojaških naselij je zaviralo družbenogospodarski razvoj mesta, industrija pa je v celoti delovala za potrebe vojske.
Po ukinitvi vojaških naselbin leta 1859 je mesto vodila mestna duma (ukrajinsko міська дума). Novomirgorod je ponovno dobil status deželnega mesta in gospodarski razvoj se je opazno pospešil. Ob tradicionalni kmetijski proizvodnji se je razvijala predelava, širili so se vodni mlini, žganjarne, solinarne in opekarne. Leta 1869 je bila ustanovljena Mestna gromadska banka. V poznih 1890-ih je mesto imelo tri mline, dve opekarni, dve pivovarni, žganjarno, tovarno sveč in delavnico za izdelavo potovalnih kočij.
Mesto Zlatopil in okoliška zemljišča so bila po dolgotrajnih sodnih postopkih z grofico Branicko in Engelhardti v lasti generala Nikolaja Visockega od 1801 do 1825. V času njegovega upravljanja so tukaj zgradili pravoslavno cerkev, jez na reki Turiji, več trgovin s kamnom, tovarno platna, dvonadstropno gostilno in zasebni moški penzion.
Leta 1833 so Zlatopil in okoliške vasi postale last generalovih dedičev Petra in Adriana Lopuhina. Tu so leta 1836 odprli ženski penzion. Leta 1846 je začela obratovati usnjarna F. Lev. Leta 1885 se je Plemiška šola v Zlatopilu preoblikovala v klasično moško gimnazijo.

### 20. stoletje
Leta 1913 so s sredstvi Gane Dmitrjan, hčere grškega negocianta (trgovskega pogajalca) Martakija, v mestu zgradili stavbo mestne bolnišnice, ki je preživela do danes. Leta 1914 sta bili v Novomirgorodu odprti železnica in železniška postaja.
Aprila 1917 je bil v Novomirgorodu ustanovljen Svet delavskih in vojaških poslancev. 25. marca 1918 so v mesto vstopile avstrijsko-nemške čete in čete Centralne rade. 29. aprila je bila oblast Pavla Skoropadskega uradno razglašena. Novembra istega leta je oblast v Novomirgorodu prešla na Direktorat ULR. 10. maja 1919 so v mesto vstopile čete atamana Nikifora Grigorjeva, v drugi polovici avgusta pa so ga zasedle Denikinove čete.
Januarja 1920 je bila vzpostavljena oblast boljševikov, ustanovljen je bil volostni revolucionarni komite in ustanovljene so bile partijske celice. Po uvedbi politike NEP je bilo v Novomirgorodu 29 industrijskih objektov in 35 trgovskih obratov, katerih lastniki so bili večinoma Judje. Leta 1923 je Novomirgorod postal rajonsko središče Jelisavetgradskega ujezda Ukrajinske SSR. Tu so se začele razvijati vodilne panoge krajevne industrije. Gladomor med letoma 1932 in 1933 je prizadel prebivalce mesta.
1. avgusta 1941 se je začela nemška okupacija Novomirgoroda in Zlatopila. Več kot 1 tisoč mladih moških in deklet so odpeljali na težko delo v Nemčijo, približno 5 tisoč prebivalcev pa so usmrtili. Na ozemlju Zlatopila je bil geto, kjer so v letih 1942–1943 ustrelili ali zastrupili s plinom približno 1200 Judov. Obe mesti sta bili osvobojeni izpod nemške okupacije med operacijo Korsun-Ševčenkivski 11. marca 1944 okoli 10. ure.
V letih 1944–1950 so mestna industrijska podjetja dosegla predvojno raven. Rajonsko središče je bilo obveščeno po radiu. Junija 1949 je bila dokončana gradnja obrata za konzerviranje sadja. V razmerah »otoplitve« so se gospodarske razmere v mestu postopoma stabilizirale. Od leta 1957, po reorganizaciji upravnih organov industrije, se je začel pospešen razvoj industrije in družbene infrastrukture. Razširili so proizvodnjo v tovarni konzerv sadja, tovarni gradbenega materiala in usnjarni, ustanovili so cestno vzdrževalni odsek, zgradili dva nova mostova čez Veliko Viso, mlin, tovarno kruha in oljarno. Leta 1957 je bilo ustanovljeno literarno združenje »Vis«.
Leta 1959 je bilo Novomirgorodu priključeno mesto Zlatopil (do leta 1787 Guljajpil), ki je bilo prej del Čerkasijske oblasti, ter vasi Vinogradivka in Katerinivka. Od tega leta je Novomirgorod mesto rajonske podrejenosti Kirovogradske oblasti.
Status mesta je Novomirgorod dobil leta 1960.
Leta 1967 je bil na pobudo mestnih učiteljev ustanovljen rajonski krajevnozgodovinski muzej. Decembra 1971 je začel delovati televizijski repetitor. V tem času sta bila zgrajena rajonsko poslopje kulture in palača kulture kolhoza Čkalova. Višja zootehniška šola se je močno razširila. Leta 1979 je bil odprt rudnik »Novomirgorodska«. Njegov pojav je povzročil intenzivno gradnjo večnadstropnih stavb, vrtcev in študentskih domov. Prebivalstvo mesta je do konca 1990-ih hitro raslo.
Leta 1989 je bilo 16.349 prebivalcev.
Od leta 1992 se je v mestu začela globoka družbenogospodarska kriza s padanjem proizvodnje in življenjskega standarda prebivalstva. Vendar pa je po gospodarskem nazadovanju od leta 1999 prišlo do stabilizacije gospodarstva, družbene sfere in življenjskega standarda v mestu. V začetku leta 2000 je bila dokončana plinifikacija rajonskega središča. 26. julija 2001 je bilo mesto s sklepom Kabineta ministrov Ukrajine uvrščeno na Seznam zgodovinskih naselij Ukrajine. Leta 2010 je Novomirgorod praznoval 270. obletnico ustanovitve.
Leta 2013 je bilo 11.569 prebivalcev.
Do 18. julija 2020 je bil Novomirgorod upravno središče Novomirgorodskega rajona. Rajon je bil ukinjen julija 2020 kot del upravne prenove Ukrajine, ki je zmanjšala število rajonov Kirovogradske oblasti na štiri. Območje Novomirgorodskega rajona je bilo združeno z Novoukrajinskim rajonom.

## Razdelitev
Sodobni Novomirgorod vključuje naslednja zgodovinsko oblikovana območja (місцевість, množina місцевості):
- Center mesta se tradicionalno šteje za njegov del, ki se nahaja na levem bregu reke Velika Vis v nižini. Zgodovinsko središče Novomirgoroda se nahaja tukaj od leta 1752.
- Zlatopil: nekdanje mesto, priključeno Novomirgorodu leta 1959. Nahaja se na hribu. Severni del mesta.
- Vinogradivka: nekdanja vas, priključena Novomirgorodu leta 1959. Nahaja se na desnem bregu reke Velika Vis in povezuje center mesta in Zlatopil. Ime izhaja iz krajevnega vinograda, ki je bil ustanovljen v 18. stoletju. je bil eden od štirih v Jelizavetgradski provinci. V lasti žene podpolkovnika Šmidta je bila carinarnica, stražarnica in vinarna.[18] Leta 1858 je Vinogradivka pripadala poročniku Nikolaju Petroviču Lopuhinu in je imela 28 prebivalcev, od tega 14 moških in 14 žensk. Gradivo iz popisa leta 1858 je mogoče najti na družinski spletni strani »Družina Čornoivan«.[19]
- Hutir: predel je na desnem bregu reke Velika Vis, v bližini železniške postaje. Verjetno se je prvotno imenovala hutir Vesnjanka in jo je ustanovilo več družin iz Harkovščine.[20] Množično naseljevanje se je začelo v 1950-ih.
- Bila Glina: predel na levem bregu reke Velika Vis je bilo prej del vasi Sofijivka. Jugovzhodno obrobje Novomirgoroda. Ime izhaja iz nahajališč kaolina v bližini. Drugo ime je Besarabija (od leta 1756 so se v tem kraju začeli naseljevati priseljenci iz Besarabije). Po mnenju krajevnega zgodovinarja M. Suhova se prav v novomirgorodski Bili Glini odvija dogajanje v romanu Volodimirja Vinničenka Сила і краса (Moč in lepota), prototipa Songoroda, ki vključuje Novomirgorod in Zlatopil.[21]
- Sofijivka: jugozahodno obrobje Novomirgoroda, predel na levem bregu reke Velika Vis. Nekdanja vas (do leta 1920 – sloboda[c] Novomirgorod). Drugo ime je Črna gora (Чорногорія, od leta 1756 so se tu naseljevali priseljenci iz Črne gore). Do sredine 20. stoletja je vas Sofijivka vključevala tudi ozemlje Bile Gline.
- Šmidove: ljudsko ime nekdanje vasi Katerinivka, priključene Novomirgorodu leta 1959. Najbolj oddaljen del mesta od centra. Ime izhaja iz priimka polkovnika Šmidta, ki je bil lastnik gospodarstva. To je ista Katerinivka, ki jo je Bošnjak nekoč podedoval (potrditev – Šubertovi zemljevidi. Katerinivka (Bošnjaka) je bližje Jelisavetgradu)

## Prebivalstvo
Število notranje razseljenih oseb je 2.107, od tega 582 otrok (stanje 1. novembra 2024).
Pred nastankom Nove Srbije je v Novomirgorodu živelo 41 kozakov in pomočnikov.
Leta 1774 je po opisu I. A. Gildenšedta imelo mesto 600 gospodinjstev in približno 4 tisoč prebivalcev.
Leta 1787 je tu živelo 2.994 prebivalcev v 895 gospodinjstvih.
Po letu 1804 je Novomirgorod doživel množično izseljevanje prebivalstva, kar je povzročilo družbenogospodarski propad in izgubo prejšnjega pomena regije.
Od leta 1846 je bilo mestno prebivalstvo: meščani  – 3.583 ljudi, od tega: duhovščina  – 14, trgovci  – 8, raznočinci  – 90, upokojenci  – 27, kantonisti  – 62, moški vojaški naseljenci  – 1.484 ljudi.
Leta 1861 je v Novomirgorodu živelo 3.679 ljudi, od tega 2.323 moških in 1.356 žensk. Še 179 ljudi je živelo v predmestju Vinogradivka.
Leta 1864 je v Zlatopilu živelo 6.680 ljudi, od tega 34 trgovcev iz 3. cehov.
Leta 1897 je bilo 9.364 prebivalcev Novomirgoroda razdeljenih takole: plemiči  – 201, trgovci  – 20, meščani  – 3.977 in kmetje  – 4.913. Večino prebivalstva so predstavljali Rusi, delež Ukrajincev med prebivalci mesta pa je bil le 6 %.
Porazdelitev prebivalstva Novomirgoroda po maternem jeziku po popisu prebivalstva leta 1897:
| jezik                      | število | delež  |
| -------------------------- | ------- | ------ |
| ruščina                    | 7025    | 75 %   |
| hebrejščina                | 1617    | 17,3 % |
| ukrajinščina               | 572     | 6,1 %  |
| poljščina                  | 106     | 1,13 % |
| nemščina                   | 21      | 0,22 % |
| beloruščina                | 13      | 0,14 % |
| - moldavščina - romunščina | 5       | 0,05 % |
| turščina                   | 1       | 0,02 % |
| češčina                    | 1       | 0,01 % |
| latinščina                 | 1       | 0,01 % |
| francoščina                | 1       | 0,01 % |

Od 1. januarja 1913 je v Novomirgorodu živelo 13.901 ljudi, 1. januarja 1914 pa že 14.248 ljudi. Tako je bila rast prebivalstva 2,5 % (347 ljudi) na leto.:1
Leta 1928 je v Novomirgorodu živelo 8.734 ljudi, v Zlatopilu pa 6.256. Leta 1939 2.380 oziroma 4.027 ljudi.
Ob združitvi obeh mest leta 1959 je imel Novomirgorod 7.200 prebivalcev, Zlatopil pa 4.280.

### Narodnostna sestava
Razporeditev prebivalstva po narodnosti po popisu prebivalstva leta 2001:
| narodnost           | delež   |
| ------------------- | ------- |
| ukrajinska          | 95,26 % |
| ruska               | 3,54 %  |
| beloruska           | 0,30 %  |
| moldavska           | 0,25 %  |
| armenska            | 0,18 %  |
| drugo / ni določeno | 0,47 %  |

### Jezik
Materni jezik prebivalcev Novomirgoroda po popisu prebivalstva leta 2001:
| jezik        | delež   |
| ------------ | ------- |
| ukrajinščina | 96,54 % |
| ruščina      | 3,03 %  |
| armenščina   | 0,15 %  |
| beloruščina  | 0,09 %  |
| moldavščina  | 0,08 %  |
| hebrejščina  | 0,02 %  |
| romščina     | 0,02 %  |
| bolgarščina  | 0,01 %  |
| romunščina   | 0,01 %  |

Po popisu prebivalstva leta 2005 je imel Novomirgorod 12.528 prebivalcev. Po predhodnih ocenah se je prebivalstvo mesta do leta 2012 zmanjšalo in je znašalo 11.653 ljudi.

## Gospodarstvo

### Industrija
V mestu obratuje VAT »Novomirgorodskij elevator« (Ulica Zaliznična 45) skupine podjetij »Ramburs-Trajgon« s skupno skladiščno zmogljivostjo 128 tisoč ton. Podjetje je certificirano in opravlja storitve čiščenja, sušenja in skladiščenja kmetijskih pridelkov. Ima železniške tire z lastno lokomotivo, lasten vozni park, ki opravlja storitve prevoza žita. Podjetje nenehno kupuje žitne surovine.
TOV »Novomirgorod Agrokontrakt« (Novomirgorodska krmna tovarna, Ulica Peremogi 27) se ukvarja s skladiščenjem žita (zmogljivost dvigala 35 tisoč ton) in gojenjem kmetijskih pridelkov (površina 8 tisoč hektarjev). Obrat ima lastne železniške tire. Zahvaljujoč lastnemu zastopstvu in udeležbi na razstavah obstaja mednarodno sodelovanje z argentinsko družbo »Richiger«.
TOV »UkrPell« (Novomirgorodska usnjarna, Ulica Brodskih 105) se ukvarja s proizvodnjo usnjenih polizdelkov kromovega strojenja po tehnologiji »wet-blue«.
TOV »Kulturnij grib« (Novomirgorodski obrat za konzerviranje sadja, Ulica Peremogi 3) proizvaja več kot 50 vrst gliv in zelenjavnih konzerv. Konec avgusta 2009 je obrat praznoval 60. obletnico delovanja. Izdelki tovarne so bili nagrajeni z diplomo državnega tekmovanja »Najvišja kakovost«.
Leta 2006 je začelo delovati podjetje PP »Šarunja« (nekdanja Novomirgorodska tovarna hrane, Ulica Sobornosti 293), specializirano za proizvodnjo široke palete izdelkov iz koruzne moke. Podjetje je bilo večkrat nagrajeno z odlikovanja in diplomami različnih stopenj in se ukvarja z izvozom koruznih izdelkov.
TOV »Rosina« (Ulica Škilna 6) polni mineralno namizno vodo znamke »Novomirgorodska« iz krajevnega vodnjaka z zmogljivostjo 4.000. steklenic na izmeno.

### Rudnik »Novomirgorodska«
Leta 1979 je bil v Novomirgorodu odprt rudnik »Novomirgorodska« z zmogljivostjo 1 milijon ton lignita na leto. Proizvodnja rudnika je bila uporabljena za zagotavljanje delovanja termoelektrocentrale (TEC) in tovarne briketov »Jurkivska«, ki se nahaja v mestu Vatutine (sedaj od leta 2024 Bagačeve) v Čerkasijski oblasti. Rudnik je zelo hitro postal najmočnejše podjetje ne samo v mestu, ampak tudi v rajonu. Tu je delalo več tisoč ljudi. Nastanek rudnika je povzročil pospešen družbenogospodarski razvoj mesta, predvsem z vidika objektov družbene infrastrukture.
Vendar je rudnik v zgodnjih 1990-ih zmanjšal proizvodnjo za 56 % zaradi vse slabših rudarskih in geoloških razmer. Z ukazom Ministrstva za premogovništvo Ukrajine z dne 6. marca 1995 je bil rudnik »Novomirgorodska« uvrščen na seznam podjetij, ki so predmet likvidacije zaradi nizke donosnosti. Istega leta je bil z odločitvijo Kirovogradskega arbitražnega sodišča razglašen v stečaju.
Ministrstvo je 30. januarja 1998 izdalo odredbo št. 43 »O likvidaciji državnega podjetja »Rudnik Novomirgorodska«. Tako je mesto izgubilo podjetje, ki je bilo zadnjih dvajset let njegova vizitka.

### Trgovina in storitve
Leta 1764, po likvidaciji Nove Srbije, je bilo prebivalcem Novomirgoroda ukazano, naj se vpišejo v cehe, da bi razvili mestno trgovino.
Kot del Voznesenske gubernije od leta 1795 je bil Novomirgorod znan kot pomembno trgovsko središče stepske Ukrajine. Od leta 1914 so tukaj vsako leto potekali štirje sejmi: Pohvalni (11. marec – 13. marec), Voznesenski (3. maj – 5. maj), Rojstvo Bogorodice (8. september – 12. september) in Dmitrovski (20. oktober – 26. oktober). Bazarji so se srečevali enkrat na dva tedna, v nedeljo.:41 Poleg tega so vsako jutro tukaj potekale dražbe. Leta 1863 je imel Novomirgorod dve nakupovališči (ukrajinsko магазини), 30 stojnic (narečni izraz za trgovino (ukrajinsko лавка)), 8 gostinskih obratov, hotel in 8 gostiln.
Zlatopil se je že od vsega začetka razvijal kot trgovsko mesto. Tu sta se križali dve pomembni cesti: vojaškotransportna cesta, ki je povezovala Kijev in novoruske dežele, ter trgovska cesta, ki je povezovala zahodne in vzhodne regije Ukrajine. Naselbina se je razvila zaradi prizadevanj novih prebivalcev regije, predvsem Judov, ki so bili mojstri trgovine. Sredi 19. stoletja so tu redno potekali sejmi dvakrat letno.
Sedaj je gonilo gospodarskega razvoja mesta malo gospodarstvo. Za finančno podporo malim podjetjem je vzpostavljeno delo z Regionalnim skladom za podporo podjetništvu.
Trenutno ima Novomirgorod dve mestni tržnici, nakupovalnostoritveno središče »Kontinent«, dva supermarketa s hrano in en supermarket za parfumerijo in kozmetiko, restavracijo, mnoge specializirane trgovine, kavarne in picerijo. Obstaja približno 10 frizerskih salonov, 5 kozmetičnih salonov in solarijev.
Mestni bančni sektor predstavljajo 3 podružnice in uradi: »PrivatBank«, PAT »Raiffeisen Bank Aval in podružnica VAT »Oščadbank«.
Januarja 2013 so novomirgorodsko rajonsko zaposlitveno središče preselili v novozgrajeno stavbo.

### Promet in transport
Skozi mesto poteka medoblastna avtocesta Т 2401 (Gorodišče – Ustinivka) in medrajonske avtoceste: Т 1209 (Novomirgorod – Oleksandrivka), Т 1212 (Novomirgorod – Kropivnicki) in Novomirgorod – Smila.
Železniška postaja Novomirgorod služi potnikom na dolge razdalje (»Kijev – Odesa«) in primestnih povezav (»Postaja Tarasa Ševčenka (Smila) – Novomirgorod« in »Postaja Tarasa Ševčenka – Pomična«), opravlja pa tudi tovorne operacije.
Mesto ima avtobusno postajo in avtobusni vozni park Novomirgorod, ki zagotavlja prevoz potnikov. Redni prevozi potekajo z rednimi avtobusi z naslednjimi povezavami:
- Novomirgorod — Kijev
- Novomirgorod — Kropivnicki
- Novomirgorod — Čerkasi
- Novomirgorod — Krivi Rog
- Novomirgorod — Svitlovodsk
- Kropivnicki — Kijev
- Mala Viska — Kijev in drugi.[43]

Vzpostavljeno je bilo omrežje avtobusnih prog, ki povezujejo Novomirgorod z vasmi rajona.
V mestu delujejo mnogi zasebni taksiji in več skupnih maršrutk:
- Št. 1. Avtobusna postaja – Center – Železniška postaja – Šola št. 3
- Št. 2. Avtobusna postaja – Center – Šola št. 3 – Bencinska črpalka

Na ozemlju Novomirgoroda so štiri bencinske črpalke.

## Izobraževanje
Po I. M. Černjavskem so leta 1793 plemiči Novomirgorodskega ujezda za potrebe javne šole darovali 1003 rublje, sekundmajor Stavrovičev pa 1178 rubljev in 88 kopejk s pripadajočimi obrestmi in sodnimi stroški, ki jih je Jekaterinoslavsko višje zemsko sodišče dodelilo v njegovo korist proti nadporočniku Trofimovu. Vdova titularnega svetnika Aniksijeva je šoli podarila hišo v Novomirgorodu.
Leta 1835 so v mestu odprli župnijsko šolo z 20 mesti. Po njenem zaključku so se otroci plemičev in višjih častnikov šolali v Zlatopilski ujezdni plemiški štirirazredni šoli, ustanovljeni leta 1836 (kasneje klasična moška Gimnazija v Zlatopilu).
V 1870-ih je bila v Zlatopilu odprta ženska gimnazija, malo kasneje pa ženska gimnazija v Novomirgorodu. V mestu so bile osnovne zemske šole, delovale pa so tudi cerkvenožupnijske. Popis prebivalstva leta 1897 je pokazal, da je bilo pismenih le 22,8 % prebivalstva obeh mest.
28. novembra 1908 je bila z donacijami posestnika Vladislava Narvojša v Zlatopilu odprta kmetijska šola s 4-letnim izobraževanjem (kasneje preoblikovana v zootehniško šolo). Leta 1920 je bila odprta pedagoška šola.
Na trenutni stopnji organizacijo in nadzor mestnega izobraževalnega sektorja izvaja Rajonski oddelek za izobraževanje Novomirgorod.
Sodobno predšolsko vzgojo v mestu predstavljajo tri predšolske vzgojne ustanove (DNZ): DNZ št. 1 »Teremok«, DNZ št. 2 »Vološka« in DNZ št. 3 »Sonečko«.
Splošne izobraževalne ustanove mesta
- Srednja šola I.-III. stopnje št. 1
- Srednja šola I.-III. stopnje št. 2
- Srednja šola I.-III. stopnje št. 3
- Gimnazija v Zlatopilu: zaposluje učence od 5. razreda. Trenutno tu študira 151 dijakov[45]
- Srednji internat intenzivne pedagoške korekcije I.-II. stopnje (174 dijakov)[45]
- Splošnoizobraževalni posebni internat I.–III. stopnje za gluhe otroke (57 dijakov)[45]

Zunajšolske izobraževalne ustanove mesta
- Okrožno središče za otroško in mladinsko ustvarjalnost Novomirgorod: zavod je zmagovalec II. in III. oblastnih pregledov in tekmovanj dela obšolskih zavodov. Tu se izobražuje 1080 dijakov v 28 krožkih v 72 skupinah.[45]
- Medšolski izobraževalni in proizvodni kompleks Novomirgorod: zagotavlja poklicno usposabljanje za učence 10.-11. razredov. Približno 500 dijakov se v 21 skupinah izobražuje za poklice voznik, traktorist, šivilja in operater računalniškega nabora.[45]

## Zdravje
Od druge polovice 19. stoletja je v Novomirgorodu obstajala zemska bolnišnica. Od leta 1913, po izgradnji Mestne bolnišnice s sredstvi Gane Dmitrjan, jo je vodil dr. Kmita, diplomant Medicinske fakultete Univerze svetega Volodimirja. Tam so delali tudi bolničar (фельдшер) in dve medicinski sestri.
Od leta 2010 je bilo v Osrednji rajonski bolnišnici Novomirgorod zaposlenih 42 zdravnikov, od katerih jih je imelo 5 najvišjo kvalifikacijsko kategorijo specialista, pa tudi 142 sekundarnih zdravstvenih delavcev, od katerih jih je 31 imelo podobno kvalifikacijsko kategorijo. Leta 2012 je bila Osrednja rajonska bolnišnica preoblikovana v rajonsko teritorialno zdravniško združenje »Novomirgorodske«.
Zdravstveno pomoč prebivalcem Novomirgoroda in rajona zagotavlja rajonska poliklinika in protituberkulozni dispanzer. V mestu je več lekarn in zasebna zobozdravstvena ordinacija.

## Komunikacije in mediji
Obsežen sistem oskrbe z električno energijo mesta in rajona oskrbuje Novomirgorod REM PrAT »Kirovogradoblenergo«, ki je med petimi najboljšimi podružnicami Kirovogradske oblasti. Leta 2010 je bila dokončana gradnja sodobne upravne stavbe podjetja.
Plinifikacija mesta se je začela leta 1992 z izgradnjo visokotlačnega plinovoda »Sojuz – Kapitanivka – Novomirgorod«. Danes je rajonsko središče plinificirano, centralna kotlovnica, šole, centralna rajonska bolnišnica, poliklinika in drugi objekti socialne infrastrukture so popolnoma prešli na zemeljski plin.
Telekomunikacijska delavnica št. 5 mesta Novomirgorod Kirovohradska podružnica VAT »Ukrtelekom« zagotavlja telefonske, telegrafske in internetne storitve za prebivalstvo, podjetja in ustanove. Novomirgorod ima 5-mestne telefonske številke, območna koda mesta je 05256.
Storitve mobilne komunikacije v mestu zagotavljajo trije operaterji: »Kijivstar«, »Vodafone Ukrajina« in »lifecell«.
Glavni operater, ki zagotavlja poštne storitve prebivalcem mesta, je podružnica nacionalnega poštnega operaterja »Ukrpošta«. V Novomirgorodu je tudi podružnica dostavne službe družbe TOV »Nova pošta«.
Junija 1930 je mesto začelo izdajati rajonski časopis. Časopis je večkrat spremenil ime – za Socialistično perestrojko, Leninec, Červona zirka, dokler ni dobil sedanjega imena – Novomirgorodščina. Ustanovitelja časopisa sta Novomirgorodska rajonska rada in rajonska državna uprava. Časopis izhaja vsak petek v nakladi 1900 izvodov.
Drugi časopis, ki je pokrival dogodke v mestu in okrožju, je bil Novomirgorodščina z Piskovim i Voroninoju, ki so ga izdajali zaposleni v nekdanjem televizijskem studiu. Časopis je izhajal vsako soboto do 1. januarja 2012.
Od junija 2013 v Novomirgorodu dvakrat mesečno izhaja časopis Novomirgorodski visti.
Storitve dostopa do interneta zagotavljajo ponudniki »Ukrtelekom«, »Intertelekom« in ISP »Štorm«.

## Šport
V Novomirgorodu je stadion z imenom »Ventura+« (prej »Kolos«), ki je bil delno rekonstruiran. Tu trenira mestno nogometno moštvo »Ventura+«, ki je leta 2010 postalo oblastni prvak v drugi skupini. Klub trenutno nastopa v prvi skupini oblastnega prvenstva.
V drugi skupini oblastnega nogometnega prvenstva igra klub DJuSŠ »Novomirgorod«.
Mladinsko moštvo »Ventura+« je v sezoni 2009–2010 zasedla prvo mesto na oblastnem nogometnem prvenstvu med otroškimi in mladinskimi moštvi (Druga skupina, U-1995-1996).
V mestu deluje rajonska otroška in mladinska športna šola »Kolos«, ki ima sekcije za košarko, odbojko, grško-rimsko rokoborbo in atletiko. Dekliško košarkarsko moštvo je štirikratni prvak oblastnih športnih iger, oblastne šolske spartakijade in udeleženec Vseukrajinskih tekmovanj otroške in mladinske lige. Novomirgorodski rokoborci in odbojkarji so večkrat osvojili nagrade na tekmovanjih različnih ravni.
Ponos mesta sta atleta Oleksij Pašolok (zmagovalec ukrajinskega prvenstva leta 1992 v teku na 800 metrov med mladinci) in Oleksander Darienko z bronasto medaljo prvenstva ZSSR leta 1978 v teku.

## Kultura
Novomirgorod je središče kulturnega življenja rajona in Kirovogradske oblasti. Med mestnimi kulturnimi ustanovami so:
- Hiša kulture Novomirgorodskega rajona: je osrednja kulturna ustanova mesta, kjer delujejo mnoge ustvarjalne, umetniške, zborovske skupine, ljubiteljske skupine itd., zlasti: miniaturno gledališče »Sjurpriz«, ki je 10. marca 2007 sodelovalo na oblastnem pregledu-tekmovanju gledaliških skupin »Gledališka pomlad Kirovogradske oblasti« in prejelo naziv »narodna ljubiteljska gledališka skupina«; koreografska skupina »Sučasnik«; narodni ljubiteljski ansambel ukrajinskih pesmi »Veselka«; pevski zbor rajonskega doma kulture.
- Mestni dom kulture Novomirgorod: ljubiteljski ansambel ukrajinskih pesmi »Guljaj-pole«.
- Otroška šola umetnosti Novomirgorod: nadarjeni učenci oddelkov zavoda so večkrat sodelovali na Vseukrajinskem tekmovanju študentske ustvarjalnosti. Šola umetnosti ima narodni ljubiteljski ženski vokalni ansambel »Oksamit«, ki je prejel diplomo 3. stopnje na 18. Vseukrajinskem festivalu vokalne in zborovske umetnosti.
- Rajonski krajevnozgodovinski muzej: promovira preteklost rajona ter zgodovinsko in kulturno dediščino rajona, vsebuje dragoceno zbirko materialov in predmetov iz zgodovine, kulture in osebnosti Novomirgorodskega rajona. Poseben prostor muzeja je posvečen izjemnemu borcu za neodvisnost, jezikoslovcu in graditelju mostov Stepanu Kožumjaku.
- Muzejska soba Novomirgorodske mestne rade: je edinstvena zbirka paleontoloških, arheoloških in zgodovinskih artefaktov, starih tiskanih publikacij, fotografij, pa tudi gospodinjskih predmetov prebivalcev Novomirgorodske oblasti 19. in prve polovice 20. stoletja (več kot 2 tisoč), ki jih je zbral krajevni arheolog in zgodovinar Petro Ozerov.
- štiri knjižnice, od tega dve otroški.

## Religija
Od začetka ustanovitve so v Novomirgorodu tradicionalno prevladovali pravoslavni kristjani, saj so Novo Srbijo poseljevali Srbi, Črnogorci, Vlahi in drugi pravoslavni narodi. Mesto je imelo eparhijski pomen, tu je bila Stolnica svetega Nikolaja. V 18.–19. stoletju je bilo v Novomirgorodu več kot pet cerkva.
V letih 1751–1752 je bila zgrajena Cerkev Bogorodice z duhovnikom Maksimom Danilivom (1751) in vikarjem Jakovom Ivanovom Superfienovičem (1752).
Leta 1776 je bila sredi šanca zgrajena lesena Cerkev Rojstva Bogorodice, ki je obstajala do leta 1823 in je bila prepeljana v vas Buličovo-Petrivki.
Med letoma 1778 in 1825 je stala lesena Cerkev svetega Mihaela. Kasneje je na njenem mestu unteroficir Melnikov postavil kamniti spomenik v obliki piramide, ki se ni ohranil do danes, material pa je služil za ustanovitev cerkve v vasi Gruzke.
V letih 1799–1804 je bila hišna cerkev v imenu Afanasija Velikega v Arhierejskem vrtu v Novomirgorodu.
Obstajala je še ena lesena Cerkev svetega Petra (po drugih virih – Cerkev Petra in Pavla), zgrajena leta 1782 na stroške Petra Tekelija, ki se je nahajala na pokopališču na levi ob vhodu v mesto s strani Jelisavetgrada. Obstajala je do leta 1820.
Od leta 1772 je bil protopop Novomirgorodskega duhovnega sveta (od leta 1756) protojerej Petro Bulič, župnik Stolnice svetega Nikolaja), duhovnika sta bila vikarja Vasil Rosinski in Mikola Bazilevič (Cerkev svetega Mihaela), podkancler pisnih zadev pa je bil Maksim Jaroševski. Duhovnik Cerkve svetega Mihaela je bil leta 1772 Simeon Paskalenko s potrdilom iz leta 1758.
Leta 1817 je Franciszek Zaleski v Zlatopilu zgradil Kostel Brezmadežnega spočetja Device Marije, ki se do danes ni ohranil.
Verska sestava prebivalstva Novomirgoroda od leta 1913:
| veroizpoved | število župljanov | odstotek celotne populacije |
| pravoslavci | ~7000             | 77,8 %                      |
| Judje       | ~1000             | 11,1 %                      |
| drugi       | ~1000             | 11,1 %                      |

Pred 2. svetovno vojno je v Zlatopilu živelo veliko Judov, tam je bila sinagoga, zdaj pa so se razmere spremenile. Ohranjeno je judovsko pokopališče.
Trenutno je velika večina prebivalcev Novomirgoroda pravoslavnih, preostale verske skupnosti (protestanti, Judje) so majhne. Od vseh cerkva v mestu sta ohranjeni samo dve: Illinska cekev pripada Kirovogradski eparhiji Moskovskega patriarhata. Druga katedra eparhije se nahaja v Novomirgorodu, Cerkev svetega Nikolaja pa pripada Harkovsko-Poltavski eparhiji UPC.
V začetku leta 2009 je bilo v državni register Novomirgorodskega rajonskega oddelka za pravosodje vključenih 5 verskih skupnosti:
| št. | veroizpoved                   | število cerkev | število župljanov |
| 1   | UPC Moskovskega patriarhata   | 2              | ~2000             |
| 2   | kristjani evangeličanske vere | 1              | ~75               |
| 3   | adventisti sedmega dne        | 1              | neznano           |
| 4   | binkoštniki                   | 1              | ~25               |
| 5   | Judje                         | 1              | ~20               |

Z ukazom vodje Kirovogradske oblastne državne uprave (ODA) št. 176-r z dne 7. maja 2015 je bila v Novomirgorodu registrirana verska skupnost »Župnijsko združenje Vnebovzetja Presvete Bogorodice Čerkasijske in Kirovogradske eparhije Ukrajinske avtokefalne pravoslavne cerkve« (UPC). Za opata je bil imenovan Stepan Ivanovič Katkalo. V Zlatopilu je bila istoimenska lesena cerkev, ki so jo zgradili s pomočjo knezov Lubomirskih, preden je Rusija leta 1795 osvojila Ukrajino na desnem bregu, na njenem mestu pa je bila leta 1809 dokončana gradnja Cerkev svetega Nikolaja.

## Arhitektura in mestno kiparstvo

### Arhitekturni spomeniki
- Stolnica svetega Nikolaja. Uničili so ga boljševiki v 1930-ih. Stolnico je začel graditi 6. decembra 1752 generalmajor Jovan Horvat. Arhitekt ni znan. Zgrajena je bila z blagoslovom kijevskega metropolita Timofeja Ščerbatskega okoli leta 1760. Stolnica je bila zgrajena v imperialnem slogu in je bila v tlorisu devetodsečna križna zgradba, nad katero se je dvigala štirikotna ladja, ki se je zaključila z dvanajstdelno šotorsko streho, okronano z okroglo slepo lanterno in pozlačeno kroglo. Na drugem nivoju zvonika je visel velik zvon s premerom do 2,5 metra. Leta 1792 je bil desno od glavnega vhoda v stolnico pokopan general-anšef ruske vojske Peter Tekeli. Potem ko je Novomirgorod leta 1794 pridobil gubernijski in eparhijski pomen, je Stolnica svetega Nikolaja postala stolnica. Sem so preselili bogoslovno semenišče in konzistorij.[62]

- Illinska cerkev (Ulica Illinska 85). Zgrajena je bila leta 1786 s sredstvi trgovca Mikole Godžija iz opeke v bizantinskem slogu.[4] V tlorisu je tetrakonh (v obliki križa, centričen), z osmerokotniško tribuno in kupolo na vrhu s kapitelom. Gladke površine sten z dvema nizoma oken so ločene z ravnimi pilastri, vzdolž venca pa jih obdaja friz s štukaturnimi rozetami. Silhueta cerkve poudarja stopničasto kompozicijo maš. V arhitekturnem smislu predstavlja spomenik prehodno stopnjo iz baroka v klasicizem.[63]

- Cerkev svetega Nikolaja (Sadova ulica 85). Leta 1809 jo je zgradil general Nikolaj Visocki v eklektičnem slogu.[64] Je zidana stavba, ki je tlorisno sestavljena iz treh delov: osrednjega kvadratne prostornine, pravokotnega babinca in polkrožne apside. Osrednji vhod v cerkev krasijo štirje stebri, ki stojijo na visokem podstavku. Načrt in prostorska struktura cerkve nadaljujeta tradicijo ukrajinske arhitekture, njena zunanja dekoracija pa je v eklektičnem slogu.[65]

- stavba trgovine (Ulica Sobornosti 298/12). Zgrajena v zadnji tretjini 19. stoletja v eklektičnem slogu. Stavba je zidana, enonadstropna. Glavno fasado odlikuje veliko število dekorativnih podrobnosti. Stavba je živahen primer judovske zemske gradnje v Zlatopilu in spada v dragocen urbanistični razvoj. Trenutno se ne uporablja za predvideni namen.[65] Julija 2010 se je zrušil zid te stavbe, saj pod stavbo verjetno poteka eden od prehodov zlatopilskih katakomb.[66]

- Gimnazija v Zlatopilu (Ulica Mikole Zerova 20). Gradnja gimnazije je potekala od leta 1885 do 1891 na zemljišču, ki so ga podarili Lopuhinovi, lastniki posesti Zlatopil, s sredstvi prebivalca Novomirgoroda, častnega skrbnika v študijskih letih 1864–1886, upokojenega nadporočnika Mikole Cvitkova (daroval je 30.000 rubljev, za kar je prejel red svetega Vladimirja, 4. stopnje 1. januarja 1886[67]) in Lazarja Brodskega (ki je podaril 10.000 obveznic vzhodne posojilnice[68]). Za avtorja projekta se šteje arhitekt Arhipova. Izdelana v eklektičnem slogu z vplivom renesančne arhitekture. Predstavlja arhitekturno vrednost kot eden od primerov estetskih rešitev stavb izobraževalnih ustanov poznega 19. stoletja.[69]

- kompleks stavb mestne bolnišnice (Ulica Sobornosti 89). Bolnišnični kompleks je zgradil arhitekt Jakiv Paučenko s sredstvi Gane Dmitrjan, hčere krajevnega trgovca. Gradnja je potekala od leta 1910 do 1913 na ozemlju stare ubožnice poleg polkovne cerkve. Projekt bolnišnice so v psevdoruskem slogu izvedli oddelki Oddelka za gradbeništvo mesta Odese. Opečni ornament in kovinske čipke, ki krasijo strop osrednjega rizalita in verande, posnemajo lesene rezbarije starodavnih ruskih zgradb. Ob glavni bolnišnični stavbi je hiša glavnega zdravnika (1912), prostori elektrarne in hlevi (1911). Bolnišnični kompleks je veličasten primer civilne arhitekture, ki se je razvijala na jugu Ruskega imperija od 1870-ih.[70]

- druge mestne stavbe iz poznega 19. in zgodnjega 20. stoletja vključujejo stavbo ministrstva za kmetijstvo (1912), zemsko šolo (sedaj MNVK) in nekdanje vojašnice (sedaj stavbe »Rajagrohima«). V centru mesta in Zlatopilu se je ohranilo tudi več enonadstropnih hiš iz tega obdobja, ki pa z izjemo stare stavbe zemske banke ne predstavljajo posebne arhitekturne in umetniške vrednosti.

### Spomeniki
Novomirgorodski spomeniki in ustrezno okrašena spominska mesta:
- Tarasu Ševčenku (2010)
- svetem Mihaelu (2010)
- borcem internacionalistom (2000)
- žrtvam gladomorja (2009)
- žrtvam černobilske katastrofe (2006)
- Domovina
- Konstantinu Skrjabinu
- Spomenik 40-letnici zmage (1985)
- Spomenik-tank JS-3
- množični grobovi vojakov Sovjetske armade (skupaj 3) in drugi.

### Spominske plošče
- Jevgenij Obolenski (1796–1865), ruski častnik, dekabrist
- Sergij Podolinski (1850–1891), ukrajinski znanstvenik, zdravnik, sociolog, ekonomist, fizik, publicist
- Jevgen Popovkin (1907–1968), ukrajinsko-ruski pisatelj, novinar
- I. V. Dacenko, zdravnik
- Kirilo Stecenko (1882–1922), ukrajinski skladatelj, zborovodja in Pavlo Tičina (1891–1967), ukrajinski pisatelj, pesnik, prevajalec, publicist, politik
- Mikola Ponedilok (1922–1976), ukrajinski pisatelj, igralec, satirik, prevajalec
- Mihajlo Turgelja (1909–1975), ukrajinski častnik, heroj Sovjetske zveze
- Afanasij Šapovalov (1908–1978), ukrajinski častnik, heroj Sovjetske zveze,[71] in drugi.

## Turizem
Odsotnost velikih industrijskih podjetij v mestu ustvarja dobre pogoje za rekreacijo. Po reviji Місто. Поліс se Novomirgorod uvršča na 12. mesto med najbolj zelenimi mesti v Ukrajini (60,5 km² zelenih površin na prebivalca).
Krajinski rezervat (заказник) krajevnega pomena Panski Gori se nahaja na jugovzhodnem obrobju Novomirgoroda, med mestom in vasjo Kostjantinivka. Ima skupno površino 8,1 ha. Območje vključuje pobočje visokega desnega koreninskega brega reke Velika Vis in del poplavne ravnice, zanj pa so značilni različni ekološki pogoji in vegetacijski pokrov. Pobočja so že od daleč opazna po svoji barviti podobi, saj na njih prevladuje raznovrstno rastlinje stepskega kompleksa. Trakt je živalsko precej reven. Panske Gore ležijo v bližini rajonskega središča, zato so obetavne za gradnjo ekološke poti. Na ozemlju rezervata je izvir s pitno vodo, ki vsebuje srebrove ione.
Na zahodnem obrobju mesta je hidrološki rezervat državnega pomena Velika Vis. Leži v strugi reke, na odseku med Novomirgorodom in vasjo Likareve ter delom pritoka Turije od njenega izliva v reko do vasi Listopadove. Zavarovana zemljišča zavzemajo 568 ha. Rastlinski svet rezervata je floristično raznolik. Na njenem ozemlju, ki je nekakšen trikotnik, prevladuje močvirno rastlinstvo. Tu se je ohranil poplavni travniškomočvirni kompleks, značilen za južno gozdnostepsko območje. Znanstveno zanimivi so slani travniki rezervata, kjer so se ohranile za Ukrajino redke vrste šaša.

## Znane osebnosti
Z Novomirgorodom in Zlatopilom so povezane usode mnogih uglednih ljudi. Tu so rojeni:
- Danilo Afanasjev (1902–1990), ukrajinski biolog, geobotanik
- Jakiv Bazeljan (1925–1990), ukrajinski filmski režiser
- Lazar Bazeljan (1926–2001), ukrajinski astronom, heliofizik
- Petro Biba (1913–2002), ukrajinski pesnik, novinar
- Sergij Bilobabčenko (1883–1965) ukrajinski dramatik, igralec, režiser
- Anna Bilińska-Bohdanowiczowa (1854–1893), poljska slikarka
- Dmitro Buzko (1891–1937), ukrajinski pisatelj, pesnik, filmski scenarist
- Ivan Čuhnov (1904–1965), ukrajinsko-sovjetski general
- Vladimir Davidov (1849–1925), ruski igralec, gledališki režiser, učitelj
- Tetjana Dmitrenko, ukrajinska zgodovinarka
- Ivan Dudčenko (1857–1917), ukrajinski epidemiolog, mikrobiolog
- Volodimir Golinko (*1854), ukrajinski general
- Boris Gončarenko (1925–1993), ukrajinski pisatelj, novinar
- Vladen Gončarenko (1931–2018), ukrajinski pravnik, predagog, profesor
- Feofan Homža (*1891), ukrajinski episkop
- Arkadij Kovačevič (1919–2010), ukrajinski častnik, general, heroj Sovjetske zveze (1943)
- Jurij Koval (*1942), ukrajinski pisatelj
- Stepan Kožumjaka (1898–1989), ukrajinski inženir, jezikoslovec, literarni kritik
- Pavlo Malejev (*1943), ukrajinski pisatelj, novinar, domoznanec, pedagog
- Jurij Mokrijev (1901–1991), ukrajinski pisatelj, pesnik, dramatik
- Nikolaj (Ziorov) (1851–1915), episkop Ruske pravoslavne cerkve
- Jevgenij Obolenski (1796–1865), ruski častnik, dekabrist
- Vjačeslav Petrov (*1994), ukrajinski košarkar
- Aleksander Podžio (1798–1873), ruski dekabrist
- Josif Podžio (1792–1848), ruski častnik, dekabrist
- Mikola Ponedilok (1922–1976), ukrajinski pisatelj, igralec, satirik, prevajalec
- Ivan Putnikov (1899–1964), ukrajinski pedagog
- Mihajlo Ritov (1846–1920), ukrajinski agrobiolog
- Kirilo Rosinski (1775–1825), kubanski duhovnik, kobzar, vzgojitelj
- Viktor Šulga, ukrajinski umetnik, pesnik
- Aron Trostjanecki (1914–1986), ukrajinski literarni učenjak, filolog

V letih 1751–1762 je v Novomirgorodu živel poveljnik vojaškega zbora in vodja Nove Srbije Jovan Horvat (1722–1786). Kasneje je imel tukaj posestvo general-anšef Peter Tekeli (1720–1792), ki je vodil likvidacijo Zaporoške Siči in je bil tam pokopan.
Raziskovalec Sergij Podolinski je delal kot okrožni zdravnik v Novomirgorodu do leta 1877. Volodimir Vinničenko (1880–1951) je leta 1900 prejel potrdilo Gimnazije v Zlatopilu, Mikola Zerov (1890–1930) je tam delal kot učitelj. Njegovi sodelavci so bili Grigorij Gruševski (1865–1922), Boris Ljatošinski (1894–1968) in Oleksander Nazarevski (1887–1977). Tu je študiral pesnik in literarni kritik Pavlo Filipovič (1891–1937).
Nekaj časa, ko je služil vojsko v Siverskem polku, je tu živel ukrajinski pisatelj Ivan Kotljarevski (1769–1838). Kot korpusni pribočnik je 20. januarja 1806 obiskal Novomirgorod. Njegova sestrična, Gana Jakivna Skoroborač, je živela v Zlatopilu.
V 1820-ih je v Novomirgorodu živel ruski pesnik in filozof Vladimir Pečerin (1807–1886).
Med svojim izgnanstvom na jug je mesto novembra 1820 ter februarja in marca 1821 obiskal ruski pesnik Aleksander Puškin (1799–1837).
Poleti 1824 je mesto obiskal Taras Ševčenko (1814–1861) z očetom, ki se je tedaj potepal po Zlatopilu in Novomirgorodu. 25. junija 2010 so mu na trgu v bližini Novomirgorodske mestne rade odkrili spomenik.
Od leta 1833 je bil Zlatopil v lasti generalpodpolkovnika Jevstafija Udoma (1760–1836), junaka francosko-ruske vojne leta 1812, ki je leta 1836 umrl v Zlatopilu in bil tukaj pokopan.
Od leta 1926 do 1935 je Anatolij Paščenko (1919–1986), ukrajinski jedrski znanstvenik in nečak Stepana Kožumjake, študiral na novomirgorodski srednji šoli.
Od leta 2007 v Novomirgorodu deluje Muzejska soba Stepana Kožumjake.
V mestu živi pisatelj in scenarist Oleksander Žovna, zasluženi umetnik Ukrajine (2008), dobitnik več literarnih nagrad.
Jevgenij Prisjažni (1991—2014), starejši vojak 3. ločenega polka specialnih sil, se je rodil in študiral v Novomirgorodu. Umrl je 23. avgusta 2014 zaradi minometnega obstreljevanja Savur-mogile ruskih okupatorjev. Andrij Guričev (1991–2015), svetovni prvak v powerliftingu in poveljnik voda za opazovanje in tehnična sredstva za opazovanje 57. ločene motorizirane pehotne brigade, ki je živel tukaj in z zlato medaljo maturiral na Gimnaziji v Zlatopilu, je umrl 5. avgusta 2015 zaradi minometnega obstreljevanja na opazovalnico na rudniškem odlagališču »Južna« pri vasi Pivdene (do leta 2016 Leninske).

### Častni občani mesta
- Leonid Zaliznjak (*1951), ukrajinski arheolog, profesor
- Stepan Kožumjaka (1898–1989), ukrajinski inženir, jezikoslovec, literarni kritik (posmrtno leta 2000)[78]
- Pavlo Kočerga (1911–1982), ukrajinski častnik, stotnik, heroj Sovjetske zveze (1943), udeleženec prečkanja Dnepra
- Volodimir Sugakov (*1936), ukrajinski fizik, profesor, dopisni član Nacionalne akademije znanosti Ukrajine[79]
- Vasil Tkačenko (1921–1996), ukrajinski častnik, polkovnik, heroj Sovjetske zveze (1945), polkovnik, udeleženec napada na Reichstag[79]
- Margarita Hohol, ukrajinska zdravnica, zaslužna zdravnica Ukrajine[80]

### Učitelji matematike Novomirgorodskega rajona
- Mikola Levšin, pedagog, vodja Oddelka za pedagogiko in psihologijo visokega šolstva Inštituta za visoko šolstvo Nacionalne akademije znanosti Ukrajine, profesor Oddelka za socialno filozofijo in filozofijo izobraževanja Nacionalne univerze Mihajla Dragomanova, nagrajenec razstave Nacionalne akademije znanosti Ukrajine za najboljši učbenik matematike za osnovno šolo. V letih 2003 in 2009 so ga bralci tednika Osvita prepoznali kot najboljšega pedagoga leta v nominaciji »Prižgi ogenj«. Voditelj priloge Metodika (časopis v časopisu), moderator projekta »Pedagoške tehnologije«, avtor več kot 170 znanstvenih člankov, pod njegovim nadzorom je bilo zagovarjanih 8 kandidatskih disertacij.
- Fedir Abramovič Žirni, učitelj matematike in ravnatelj srednje šole v Zlatopilu od poznih 1940-ih do poznih 1970-ih.

## Pobratena mesta
| Pobratena mesta | Pobratena mesta | Pobratena mesta |
| --------------- | --------------- | --------------- |
| Męcinka         | Poljska         |                 |
| Srbobran        | Srbija          |                 |